# Erika Henningsen
Erika Henningsen, född den 13 augusti 1992 i Moraga i Kalifornien, är en amerikansk skådespelare.
Erika Henningsen har bland annat medverkat i serien Girls5eva där hon spelade Gloria som ung. I Hazbin Hotel lånade hon ut rösten till Charlie Morningstar, en av huvudrollerna. I Netflix-serien Fyra årstider spelar hon Ginny också det en av huvudrollerna.

## Filmografi (urval)
- 2022–2024 – Girls5eva (TV-serie)
- 2024 – Hazbin Hotel (TV-serie)
- 2025 – Fyra årstider (TV-serie)